# 杨沛琛
杨沛琛（1918年8月—2011年6月），又名杨连科，男，汉族，陕西府谷人，中华人民共和国政治人物，曾任陕西省高级人民法院党组书记、院长。